# Ceratandra atrata
Ceratandra atrata är en orkidéart som först beskrevs av Carl von Linné, och fick sitt nu gällande namn av Théophile Alexis Durand och Schinz. Ceratandra atrata ingår i släktet Ceratandra och familjen orkidéer. Inga underarter finns listade i Catalogue of Life.

## Bildgalleri

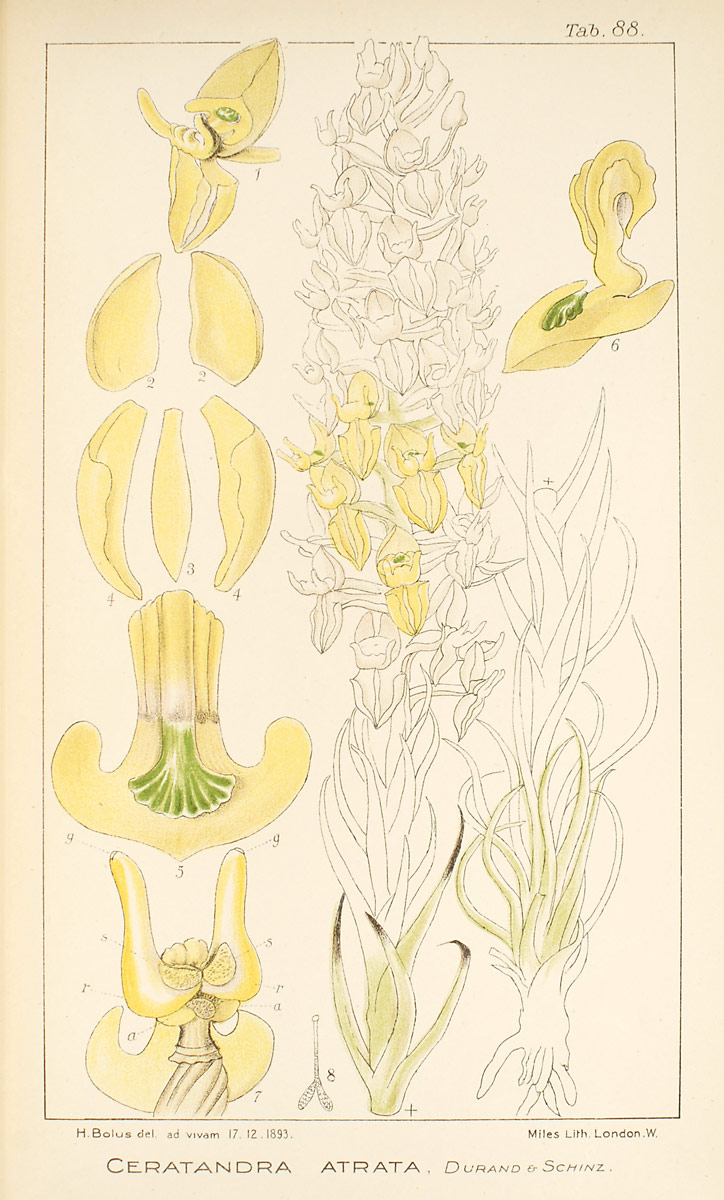